# Goal! II
Goal! II (Alternativtitel: Goal II – Der Traum ist Real!; Originaltitel: Goal II: Living the Dream) ist der zweite Teil einer Fußballfilm-Trilogie und die Fortsetzung von Goal!. Im Jahre 2009 erschien der dritte und letzte Teil Goal III – Das Finale.

## Handlung
Als Santiago Muñez, der beste Spieler von Newcastle United, das Angebot bekommt von nun an bei Real Madrid zu spielen, muss er nicht allzu lange überlegen. Als gebürtiger Mexikaner fühlt er sich bereits von Kindesbeinen an dem Verein zugehörig und hat seit Jahren von diesem Angebot geträumt. Seine Verlobte Roz Harmison ist von dem plötzlichen Umzug jedoch alles andere als begeistert und weigert sich, ihm nach Spanien zu folgen.
Gleich bei seinem ersten Einsatz für Real in einem Champions-League-Spiel trifft er zum entscheidenden 1:0 und wird zum Liebling der Fans, während sein Freund und Vereinskamerad Gavin Harris seit 14 Spielen nicht mehr getroffen hat. Muñez wird durch den Erfolg bei Real zunehmend arrogant und egoistisch – er entlässt seinen langjährigen Agenten Glen Foy, sein Verhältnis zu Roz verschlechtert sich und schließlich leidet darunter seine Leistung auf dem Spielfeld.
Eines Tages taucht sein Halbbruder Enrique auf und zeigt ihm ein Bild seiner Mutter, die mittlerweile in Spanien lebt und eine neue Familie gegründet hat, nachdem sie Muñez’ Familie vor Jahren verlassen hatte. Muñez findet schließlich seine Mutter und erfährt von ihr, dass sie ihn wegen eines Vorfalls mit seinem Onkel verließ.
Daraufhin entschuldigt sich Muñez bei Roz für sein Verhalten. Sie ist mittlerweile schwanger, verheimlicht dies aber vor ihm. Im Champions-League-Finale gegen Arsenal London gelingt Real durch ein Tor von Muñez der Ausgleich und Real gewinnt das Spiel nach einem Freistoß von David Beckham.

## Hintergründe
Im Film sind zahlreiche Cameo-Auftritte von Profifußballern zu sehen, wie zum Beispiel:
- Jens Lehmann
- David Beckham
- Júlio Baptista
- Manuel Brun
- Emilio Butragueño
- Iker Casillas
- Douglas Grant Dobbs
- Roberto Carlos
- Thomas Gravesen
- Guti
- Iván Helguera
- Francisco Pavón
- Florentino Pérez
- Lionel Messi
- Sergio Ramos
- Raúl
- Robinho
- Ronaldo
- Míchel Salgado
- Jonathan Woodgate
- Zinédine Zidane
- Cicinho
- Grégory Coupet
- Steve McManaman
- Thierry Henry
- Freddie Ljungberg
- Cesc Fàbregas
- José Antonio Reyes
- Ben Barter
- Roar Strand
- Christer Basma
- Ronaldinho

### Soundtrack
- Here Without You – 3 Doors Down
- Feeling a Moment – Feeder
- Bright Idea – Orson
- No Tomorrow – Orson
- Ave Maria – Britten Sinfonia, Ivor Bolton & Lesley Garrett
- La Camisa Negra – Juanes
- I Like the Way (You Move) – BodyRockers
- Esto es pa ti – Santa Fe
- Nothing – A
- Letting the Cables Sleep – Bush
- Friday Friday – Boy Kill Boy

### Bemerkungen
- Das Finale findet in Real Madrids Bernabéu statt, was aber unüblich ist. Denn die Plätze, an denen die Champions League Finalspiele stattfinden, werden schon mehrere Jahre vorher vergeben.
- Santiago ist im Film mit einem Audi A8 und einem Lamborghini Gallardo zu sehen.
- In der Halbzeitpause zwischen Real Madrid und Arsenal ist ein Cameoauftritt von Kieran O’Brien (Hughie McGowan) zu sehen.
- Im Umkleideraum ist ein Bild von Michael Owen zu sehen, doch als der Film herauskam, wurde der Spieler bereits verkauft, außerdem wird am Beginn des Films, als Santiago zu Real Madrid wechselt, verkündet, dass Michael Owen für ihn nach Newcastle „getauscht“ wurde.
- Im Finalspiel wurden Szenen aus dem realen Spiel verwendet und mit dem neu gedrehten Filmmaterial vermischt.
- „Supersub“, wie Santiago im Film genannt wird, wurde auch als Spitzname für David Fairclough und Ole Gunnar Solskjær verwendet. Beide haben in ihrer Karriere entscheidende Tore geschossen, nachdem sie ins Spiel eingewechselt wurden.
- Im Champions-League-Finale kommt Robert Pires an den Ball, der Kommentator nennt ihn aber Robin van Persie.
- Im Champions-League-Finale tragen die Arsenal Spieler die Champions-League-Badges wie üblich auf der rechte Seite, in einer anderen Szene ist jedoch zu sehen, dass sie die Badges auf der linken und nicht auf der rechten Seite tragen.

## Kritiken
„Zweiter Teil einer Trilogie, die trotz ansehnlicher Fußball-Sequenzen mit wirklichen Stars dieses Sports vor allem eine dreiste Anhäufung an Klischees und Sentiment ist.“

„Sagenhafte Dribblings und atemberaubende Tore in Hochglanzoptik zeigen die Schönheit des Spiels.“